# Montigny-en-Ostrevent

Montigny-en-Ostrevent este o comună în departamentul Nord, Franța. În 1 ianuarie 2022 avea o populație de 4.588 de locuitori.